# Lobu Sunut
Lobu Sunut is een bestuurslaag in het regentschap Tapanuli Utara van de provincie Noord-Sumatra, Indonesië. Lobu Sunut telt 1145 inwoners (volkstelling 2010).